# Ilia Ivanov
Pour les articles homonymes, voir Ivanov.
Ilia Ivanovitch Ivanov (en russe : Илья́ Ива́нович Ивано́в, 20 juillet 1870 (1er août dans le calendrier grégorien) — 20 mars 1932) est un biologiste russe et soviétique spécialisé dans l’insémination artificielle et l’hybridation inter-espèce. Il a été impliqué dans une tentative controversée de créer un hybride humain-singe.

## Biographie
Ilia Ivanov naît dans la ville de Chtchigry, dans l'empire russe. Il sort diplômé de l'université de Kharkov en 1896 et devient professeur en 1907. Il travaille comme chercheur dans la réserve naturelle d'Ascania-Nova et pour l'Institut de médecine vétérinaire expérimentale (Институте экспериментальной ветеринарии) (1917 – 1921, 1924 – 1930), pour la Station centrale expérimentale de recherche pour le reproduction des animaux domestiques (Центральной опытной станции) (1921 – 1924), et pour l'Institut Zootechnique Supérieur de Moscou (Московский высший зоотехнический институт – МВЗИ) (1928 – 1930).
Vers le début du XXe siècle, Ivanov améliore les techniques d'insémination artificielle et ses usages pratiques pour l'élevage des chevaux. Il prouve que cette technologie permettait à un étalon de fertiliser jusqu'à 500 juments (au lieu de 20-30 dans le cas d'une reproduction naturelle). Les résultats sont sensationnels pour l'époque; et Ivanov est sollicité par des éleveurs du monde entier.
L'étude la plus controversée d'Ivanov est sa tentative de créer un hybride de singe et d'humain. Dès 1910, il avait donné une présentation lors du Congrès Mondial de Zoologie à Graz dans laquelle il décrit les possibilités d'obtenir un tel hybride grâce à l'insémination artificielle.
Dans les années 1920, Ivanov effectue une série d'expériences pour créer un hybride humain/non humain. Travaillant avec du sperme humain et des femelles chimpanzés, il ne réussit pas à déclencher une grossesse. En 1929, il organise un jeu d'expériences impliquant du sperme non humain et des volontaires humaines, mais il fut retardé par la mort de son dernier orang-outan.
Dans le cadre d'un remaniement politique général dans le monde scientifique soviétique, Ivanov et un certain nombre d'autres scientifiques impliqués dans la recherche et les expériences sur les primates perdent leur poste. Au printemps 1930, Ivanov est sous le coup d'une critique politique dans son institut vétérinaire. Finalement, le 13 décembre 1930, Ivanov est arrêté et condamné à cinq ans d'exil à Alma Ata, où il travaille pour l'Institut Vétérinaire-Zootechnique d'Alma-Ata (Алма-Атинский Ветеринарно-зоотехнический институт) jusqu'à sa mort par accident vasculaire cérébral le 30 mars 1932. Le physiologiste et psychologue renommé Ivan Pavlov rédige sa nécrologie.

## Dans la fiction

### OpéraOrango
Le travail d'Ivanov est une sources d'inspiration de l’opéra satirique inachevé Orango (en) dont le Prologue est esquissé en 1932 par Dmitri Chostakovitch avec un livret d'Alexis Nikolaïevitch Tolstoï et d'Alexandre Ossipovitch Startchakov,.

### Les Orchidées de Staline
Ivanov est un des personnages importants du roman Les Orchidées de Staline (2017) de Corinne De Vailly et Normand Lester, qui dépeint un complot par des fanatiques des droits des animaux de créer un hybride homme-singe en utilisant la technologie médicale et les connaissances génétiques du XXIe siècle. L’initiateur du complot, Jeremy Powell, le chef du Mouvement animaliste mondial (MAM), est le fils d'un biologiste marxiste britannique qui a travaillé à Moscou dans les années 1930 sur le projet de Staline de créer un hybride homme-singe. L'objectif de Powell est d’obliger les États de la planète à étendre aux grands singes les protections juridiques accordées aux humains.